# 1827 в Україні

## Події
- Максимовичівка

## Особи

### Народились
- 16 січня, Марцеліна Даровська (1827—1911) — польська шляхтичка, графиня, релігійна діячка, просвітителька, блаженна Римо-Католицької церкви.
- 18 лютого, Федоренко Іван Іванович (1827—1888) — український та російський астроном. Професор астрономії Київського та Харківського університетів.
- 27 лютого, Шмідт Володимир Петрович (1827—1909) — російський адмірал українсько-німецького походження, учасник Кримської війни, герой оборони Севастополя, учасник Російсько-турецької війни (1877—1878), старший флагман Балтійського флоту.
- 5 березня, Глібов Леонід Іванович (1827—1893) — український письменник, поет, байкар, видавець, громадський діяч.
- 18 березня, Войтенко Федір Ілліч (1827—1876) — купець ІІІ гільдії, київський міський голова в 1863—1871 роках, потомствений почесний громадянин Києва.
- 2 квітня, Юзеф Никорович (1827—1890) — польський композитор та піаніст.
- 9 квітня, Пелех Іван (1827—1879) — священик (УГКЦ), посол Галицького сейму 3-го скликання у 1870—1876 роках.
- 7 червня, Андрузький Георгій Левович (1827 — після 1864) — український громадський діяч, поет, учений. Член Кирило-Мефодіївського товариства.
- 13 червня, Соколов Петро Максимович (1827—1887) — український художник та поет.
- 27 липня, Білоус Теодор Іванович (1827—1892) — український громадський і культурно-освітній діяч, педагог, директор гімназії, літератор, видавець. Посол Галицького сейму (1861—1866, 1871—1876).
- 6 серпня, Лукаш Солецький (1827—1900) — польський церковний діяч, професор і ректор Львівського університету (1864—1865), римо-католицький Перемишльський єпископ (1881—1900).
- 19 вересня, Лео Герцберг-Френкель (1827—1915) — австрійський письменник і журналіст.
- Волян Василь (1827—1889) — лікар, громадський та політичний діяч Буковини.
- Гавришкевич Іван (1827—1908) — декан і ординаріятський шкільний комісар Потелицького деканату, письменник, перекладач, краєзнавець та етнограф.
- Дідицький Богдан Андрійович (1827—1909) — український письменник, редактор, журналіст, належав до москвофільського напрямку.
- Лобода Стефанія Матвіївна (1827—1887) — російська письменниця.

### Померли
- 1 березня, Гангеблов Семен Єгорович (1751—1827) — російський військовик, генерал.
- 13 серпня, Феофілакт Слонецький (1738/1744-1827) — український церковний діяч, педагог. Ректор Києво-Могилянської академії (1795—1803).
- 23 серпня, Іван (Красовський) (? — 1827) — єпископ Української Греко-Католицької Церкви; з 3 лютого 1826 року — єпископ Луцький і Острозький.
- вересень, Сцибор-Мархоцький Ігнацій (1755—1827) — поміщик, ініціатор господарських, суспільних і релігійних реформ у своїх володіннях відомих під назвою «Миньковецька держава», видавець.
- 28 листопада, Довбер Шнеєрсон (1773—1827) — другий керівник хасидської течії Хабад.
- Висоцький Микола Петрович (1751—1827) — генерал-майор, флігель-ад'ютант, фаворит Катерини II.
- Джованні Фраполлі (? — 1827) — італійський архітектор; працював в Одесі, дотримувався стильових принципів ампіру.

## Засновані, створені
- Воронцовський маяк
- Тендрівський маяк
- Будинок Воронцова (Сімферополь)
- Голубка (дача генерала Голубова)
- Казанська церква (Чернігів)
- Каплиця Преображення Господнього (Бичківці)
- Церква святого апостола і євангеліста Іоана Богослова (Бичківці)
- Свято-Георгіївська церква (Єгорівка)
- Церква Успіння Пресвятої Богородиці (Медведівці, ПЦУ)
- Церква Собору Івана Хрестителя (Іванівка)
- Дзвіниця Свято-Миколаївської церкви (Диканька)
- Бершадський цукровий завод
- Крюківське кладовище
- Бердянськ
- Йосипівка (Білоцерківський район)
- Менчикури
- Старокозаче

## Видання, твори
- Одеський вісник